# Споменик у Бобишту, Лесковац
Споменик у Бобишту посвећен је палим борцима у Првом и Другом светском рату. Откривен је октобра 1983. године, а приликом откривања споменика говорио је генерал Александар Јањић.
На једној од плоча стоји: 
Палим  ратницима у ослободилачким ратовима 1912-1918.
Крстић В. Васиљко
Николић К. Јордан
Стаменковић Т. Јосиф
Станковић С. Стојан
Цветковић Р. Милан

16. 10. 1983. године			

				Захвални грађани Бобишта
Друга плоча је делимично сломљена, а текст на њој нечитак.
	На улазу у спомен-комплекс подигнута су два стуба. На једном је исписано име:
Ђорђевић Сава, 1943
На њему је била његова биста, која је склоњена.
Идеја аутора Слободана Поповића била је да стилизовани пупољак цвета симболизује њихову тежњу погинулих за слободом, коју нису дочекали односно да се пупољак није развио у цвет. 